# Fokker V.39
De Fokker V.39 was een prototype sportvliegtuig, gebouwd door Fokker kort na de Eerste Wereldoorlog op basis van een verkleinde versie van het Fokker D.VIII-gevechtsontwerp en aangedreven door een 82 kW (110 pk) Le Rhône motor.
Een nog kleinere en lichtere versie werd gebouwd als de V.40, aangedreven door een 26 kW (35 pk) Anzani. Noch v.39 noch V.40 gingen in productie.